# Dodecilamina
La dodecilamina, llamada también n-dodecilamina, 1-dodecanamina, laurilamina y lauramina, es una amina primaria de fórmula molecular C12H27N.

## Propiedades físicas y químicas
La dodecilamina es un sólido blanco de olor amoniacal que funde a una temperatura entre 27 y 31 °C.
En estado líquido posee color amarillo y un aspecto aceitoso, siendo su punto de ebullición 259 °C.
Al ser una alquilamina unida a una larga cadena de doce carbonos, es prácticamente insoluble en agua, apenas 18 mg/L. Por el contrario, es miscible con etanol, éter etílico y benceno. El logaritmo de su coeficiente de reparto, logP, es igual a 4,76, lo que significa que su solubilidad en disolventes apolares es del orden de 50 000 veces mayor que en agua.
Es menos densa que el agua (ρ = 0,806 g/cm³), por lo que flota en ella.
En disolución acuosa, esta amina se comporta como una base débil (pKa = 10,63). En consecuencia, neutraliza ácidos en reacciones exotérmicas, formando la sal correspondiente más agua.
Es incompatible, además de con ácidos, con isocianatos, peróxidos, anhídridos y compuestos orgánicos halogenados.

## Síntesis y usos
La dodecilamina se puede sintetizar, con un rendimiento próximo al 97%, por reducción de 1-azidododecano. Dicha reducción se puede llevar a cabo con un complejo de estaño(II), soluble en disolventes orgánicos, obtenido al tratar Sn(SPh)2 con PhSH y Et3N (trietilamina); otro agente reductor eficaz es Bu2SnH2, si bien no es tan reactivo como el complejo de estaño.
Otra vía de síntesis consiste en la reducción de dodecanonitrilo con diisopropilaminoborano en presencia de borohidruro de litio como catalizador.
Una tercera forma de obtener dodecilamina es haciendo reaccionar 1-dodecanol con azida de sodio y trifenilfosfina.
La dodecilamina tiene numerosos usos como disolvente o catalizador.
Como catalizador en procesos sol-gel para la fabricación de esferas submicrométricas mesoporosas bioactivas de vidrio, o en la preparación de nanopartículas de sílice de tamaño ajustable, siendo el agua el reactivo y actuando diferentes aminas primarias —como la 1-octanamina o la dodecilamina— como catalizadores.
Igualmente, se puede efectuar la síntesis de nanocristales de seleniuro de cadmio (CdSe) —de idéntica estructura que la blenda—, utilizando 1-dodecanamina como disolvente.
Por otra parte, la dodecilamina ha sido empleada en la preparación de nuevos complejos de cobre(II) con propiedades surfactantes.
También se ha utilizado en la post-síntesis de sílice mesoporoso con la capacidad de eliminar metales pesados —Cd2+, Co2+, Cu2+ y Pb2+— de un medio acuoso, siendo mayor la afinidad hacia Cu2+ y Pb2+.

## Precauciones
La dodecilamina es una sustancia inflamable cuando se expone al calor o a una fuente de ignición, si bien no arde de forma inmediata. Su punto de inflamabilidad es 115 °C. Se descompone al arder, generando humos tóxicos tales como óxidos de nitrógeno.
Es una sustancia corrosiva para los ojos, la piel y el tracto respiratorio; también lo es por ingestión. Su inhalación puede provocar edema pulmonar.
La dodecilamina es un compuesto nocivo para el medio ambiente, siendo extremadamente tóxico para organismos acuáticos. 
Si se libera en el agua, la dodecilamina se adsorbería a los sólidos en suspensión para luego sedimentar en el fondo. En suelos, esta amina presenta una movilidad reducida en este entorno (Koc ≈ 9300). Dada su basicidad, este compuesto existirá principalmente en su forma protonada en suelos húmedos, por lo que no cabe esperar su volatilización.